# 保伊勒登
保伊勒登（?—?），17世紀時的卫拉特蒙古杜尔伯特部首领。
保伊勒登是杜尔伯特中旗郡王车凌蒙克的祖父。他的高祖父是博罗纳哈勒。保伊勒登是特尔格图台什的第四子，大哥额尔克伊勒登、二哥噶勒当、三哥达赖泰什。
1636年秋末，顾实汗率领卫拉特联军从伊犁出发南征青海绰克图台吉，出战的包括准噶尔部的巴图尔珲台吉、墨尔根岱青；土尔扈特部的墨尔根济农、衮布伊勒登；辉特部的苏勒坦台什、苏木尔台什；杜尔伯特部的达赖泰什、保伊勒登。

## 子孙
保伊勒登有四个儿子
- 鄂尔啰斯，子札布，札布子唐古特、达什敦多克，唐古特子恭锡喇。
  - 达什敦多克封为杜尔伯特中下旗一等台吉
  - 恭锡喇封为杜尔伯特中後左旗一等台吉
- 巴特玛多尔济，子蒙和岱、扎勒、丹达尔；蒙和岱子达赖、巴图蒙克、乌勒木济；达赖子恩克、根扎布，恩克子额布根，根扎布子班珠尔；乌勒木济子刚；扎勒子珲托和尔车凌，珲托和尔车凌子色布腾。
  - 巴图蒙克封为杜尔伯特中後旗辅国公
  - 额布根封为杜尔伯特中前左旗一等台吉
  - 班珠尔封为杜尔伯特中前右旗贝子
  - 刚封为杜尔伯特中前旗辅国公
  - 色布腾封为杜尔伯特中左旗贝勒
- 额林沁巴图尔，子蒙克第，蒙克第子巴图蒙克、玛什巴图，巴图蒙克子根敦、车本，车本子巴尔。
  - 玛什巴图封为杜尔伯特中上旗辅国公
  - 根敦封为杜尔伯特中右旗贝子
  - 巴尔封为杜尔伯特中後右旗一等台吉
- 伯布什，伯布什子车凌蒙克封为杜尔伯特中旗郡王